# Медаль экспедиционных вооружённых сил (США)
Медаль экспедиционных вооружённых сил — американская награда Вооружённых сил США, учреждённая указом президента США № 10977 от 4 декабря 1961 года. Медаль вручается за участие в любой военной кампании США, для которой никакая другая медаль не предусмотрена.

## Статут
Медаль экспедиционных вооружённых сил может присуждаться за участие в следующих операциях: американские военные операции; американские военные операции в поддержке Организации Объединенных Наций; и американские операции в помощь дружественным иностранным государствам. Медаль присуждается только за операции, для которых нет другой медали.
С момента первого награждения в 1961 году, медалью были награждены военнослужащие, участвовавшие в более чем сорока пяти военных кампаниях. Первые награждения происходили во время Карибского кризиса и награда выдавалась за военную службу в период с октября 1962 года по июнь 1963 года. После этой серии награждений медаль стала выдаваться за боевые действия в Ливане, Тайване, Республике Конго, и за патрулирование Берлина между 1961 и 1963 годами.
В первые годы войны во Вьетнаме медаль экспедиционных вооружённых сил выдавалась за операции в Южном Вьетнаме, Лаосе и Камбодже. Медаль экспедиционных вооружённых сил предназначалась для замены экспедиционных медали морской пехоты и экспедиционной медали флота. В 1965 году, с созданием медали за службу во Вьетнаме, награждение за войну во Вьетнаме медалью экспедиционных вооружённых сил было прекращено. В 1968 году медалью награждались военнослужащие Военно-Морских сил за защиту корабля USS Пуэбло, который был захвачен в Северной Корее. В 2003 году, с созданием медали «За службу в экспедиционных войсках глобальной войны с терроризмом», Медаль экспедиционных вооружённых сил перестали выдавать за Иракскую кампанию.
Начиная с 1992 года были предприняты меры по замене медали экспедиционных вооружённых сил на награды конкретных военных компаний.

## Описание
Медаль экспедиционных вооружённых сил изготавливается из бронзы. Имеет диаметр 1¼ дюйма. На лицевой стороне изображён орёл с мечом в лапах, сидящий на восьмиконечной звезде. Обрамляют его надписи «ARMED FORCES» сверху и «EXPEDITIONARY SERVICE» снизу. На оборотной стороне — щит с главной печатью США над двумя лавровыми ветвями и надписью над ним «UNITED STATES OF AMERICA».
Лента 1⅜ дюйма в ширину и состоит из разноцветных полос: 3/32 дюйма — зелёная, 3/32 дюйма — желтая, 3/32 дюйма — коричневая, 3/32 дюйма — черная, 7/32 дюйма — голубая, 1/16 — синяя, 1/16 дюйма — белая, 1/16 дюйма — алая, 7/32 дюйма — голубая, 3/32 дюйма — черная, 3/32 дюйма — коричневая, 3/32 дюйма — желтая, и 3/32 дюйма — зелёная.